# Kleinia fulgens
Kleinia fulgens és una espècie del gènere Kleinia i que pertany a la família de les asteràcies (Asteraceae), que va ser posat inicialment al gènere Senecio.
És una planta herbàcia perenne amb tija més aviat suau i fulles suculentes, extens, de fins a 60 cm de llarg, sense pèl llarg. Les fulles s'estrenyen cap avall a la base d'ales, oval amb prominents dents punxegudes triangulars, longitud total de fins a 15 cm x 5 cm d'ample. N'hi ha poques caps de flor; poques bràctees involucrals, molt desigual d'ample, membrana amb vora, de fins a 2 cm de llarg; disc de 2,5 cm de diàmetre; sense rajos, corol·la carmesí, escarlata o cirera.